# Championnats du monde de cyclo-cross 1952
Navigation
Édition précédente Édition suivante
Les championnats du monde de cyclo-cross 1952 ont lieu le 24 février 1952 à Genève, en Suisse. Une épreuve masculine est au programme.

## Podiums
| Épreuves | Or             | Argent          | Bronze       |
| -------- | -------------- | --------------- | ------------ |
| Élites   | Roger Rondeaux | André Dufraisse | Albert Meier |

## Classement des élites
| Pos. | Cycliste               | Pays     |    | Temps           |
| ---- | ---------------------- | -------- | -- | --------------- |
|      | Roger Rondeaux         | France   | en | 1 h 13 min 56 s |
|      | André Dufraisse        | France   | +  | 2 min 04 s      |
|      | Albert Meier           | Suisse   |    | 2 min 52 s      |
| 4    | Pierre Jodet           | France   |    | 3 min 15 s      |
| 5    | Sergio Toigo           | Italie   |    | 3 min 15 s      |
| 6    | Pierre Champion        | Suisse   |    | 3 min 43 s      |
| 7    | Roland Fantini         | Suisse   |    | 5 min 43 s      |
| 8    | Firmin Van Kerrebroeck | Belgique |    | 6 min 23 s      |
| 9    | Antonin Canavèse       | France   |    | 6 min 23 s      |
| 10   | Luigi Malabrocca       | Italie   |    | 7 min 00 s      |

## Tableau des médailles
| Rang | Nation | Or | Argent | Bronze | Total |
| ---- | ------ | -- | ------ | ------ | ----- |
| 1    | France | 1  | 1      | 0      | 2     |
| 2    | Suisse | 0  | 0      | 1      | 1     |